# NGC 1806
NGC 1806 (другое обозначение — ESO 56-SC47) — шаровое звёздное скопление в созвездии Золотой Рыбы, расположенное в Большом Магеллановом Облаке.
Этот объект входит в число перечисленных в оригинальной редакции «Нового общего каталога».
В 2014 году небольшим коллективом учёных было проанализировано восемь звёзд-гигантов из этого скопления. Среднее содержание железа в них составило [Fe/H] ≈ 0,60, а также не было обнаружено значительных вариаций содержания более лёгких элементов.